# Самый крупный куш
«Самый крупный куш» (англ. The Biggest Bundle of Them All) — кинофильм 1968 года.

## Сюжет
В Италии группа неопытных вымогателей похищает американского гангстера по имени Чезаре Челли. Уверенные в успехе, они требуют от приятелей Чезаре, других криминальных авторитетов, большой выкуп за него. Однако авторитеты не спешат помочь своему другу, и тогда мошенники принимают другое решение, а именно ограбить поезд, в котором должны перевозиться платиновые слитки на сумму 5 000 000 $. В этом деле их наставником становится похищенный гангстер Чезаре Челли, старый и опытный вор.

## В ролях
- Витторио Де Сика — Чезаре
- Ракель Уэлч — Джулиана
- Роберт Вагнер — Гарри Прайс
- Годфри Кембридж — Бенни